# MTV Awards 2016
Gli MTV Awards 2016 sono stati trasmessi da Firenze il 19 giugno 2016 in diretta dal Parco delle Cascine. Si tratta della quarta edizione del premio ed è stata pesentata da Francesco Mandelli. Sofia Viscardi è stata la reporter nel backstage.

## Performer
Le esibizioni e i brani sono elencati in ordine di apparizione ed esecuzione sul palco.
- Emma - Il paradiso non esiste
- The Kolors - Me Minus You
- Max Pezzali - Due anime
- Alessandra Amoroso - Vivere a colori
- Lorenzo Fragola - Luce che entra
- Annalisa - Se avessi un cuore
- Alessio Bernabei - Io e te = la soluzione
- Francesca Michielin - Un cuore in due
- Emis Killa - Cult
- Benji & Fede - Eres mia
- Elisa - Love Me Forever

## Categorie e vincitori
I candidati sono stati annunciati il 9 maggio 2016. I vincitori sono stati annunciati nel corso dell'evento.

### TIM Best Italian Band
- Benji & Fede
- Modà
- The Kolors
- Urban Strangers

### Best Italian Male
- Alessio Bernabei
- Lorenzo Fragola
- Marco Mengoni
- Tiziano Ferro

### Best Italian Female
- Alessandra Amoroso
- Annalisa
- Emma
- Francesca Michielin

### Best International Band
- 5 Seconds of Summer
- Coldplay
- Little Mix
- One Direction

### Best International Male
- Ed Sheeran
- Justin Bieber
- Sam Smith
- Zayn

### Best International Female
- Adele
- Ariana Grande
- Rihanna
- Selena Gomez

### Best Look
- Baby K
- Gigi Hadid
- Lady Gaga
- Stash

### Air Vigorsol Best Fresh Video
- Downtown - Macklemore & Ryan Lewis
- New Americana - Hasley
- What Do You Mean? - Justin Bieber
- Wildest Dreams - Taylor Swift

### Best Tormentone
- Hello - Adele
- Hotline Bling - Drake
- Sorry - Justin Bieber
- Ti ho voluto bene veramente - Marco Mengoni

### Webstar
- Alberico De Giglio
- Michele Bravi
- Sofia Viscardi
- The Show

### Best Artist From The World
- 5 Seconds of Summer
- BIGBANG
- Gemeliers
- Maître Gims

### Best Fan
- Beliebers (Justin Bieber)
- Directioners (One Direction)
- Esercito (Marco Mengoni)
- Harmonizers (Fifth Harmony)

### Best New Artist
- Benji & Fede
- Joan Thiele
- Lukas Graham
- Shawn Mendes

### Best MTV New Generation
- Marianne Mirage
- Materianera
- Mimosa
- Jarvis

### Nickelodeon Slimefest Award
- Alessio Bernabei
- Benji & Fede
- Michele Bravi
- Rocco Hunt

### Best Movie
- Mission: Impossible - Rogue Nation
- Revenant - Redivivo
- Hunger Games: Il canto della rivolta - Parte 2
- Zoolander 2

## Altri premi

### Best Performance
- The Kolors

### MTV History Award
- The Kolors

### MTV Video Awards
- Negramaro

### Artist Saga
- Britney Spears
- Emma
- Shawn Mendes
- Ariana Grande
- Annalisa
- One Direction
- Laura Pausini
- Fifth Harmony
- J-Ax
- Demi Lovato
- Marco Mengoni
- Alessandra Amoroso
- 5 Seconds of Summer
- Benji & Fede
- Selena Gomez
- The Kolors
- Little Mix
- Zayn
- Beyoncé
- Rihanna
- Justin Bieber
- Miley Cyrus
- Tiziano Ferro
- Nicki Minaj
- Urban Strangers
- Lorenzo Fragola
- Avril Lavigne
- Marco Carta
- Lady Gaga
- Michele Bravi
- Ed Sheeran
- Katy Perry

### MTVAwardsStar
Il nome è seguito dal numero di tweet
- Avril Lavigne (2.641.271)
- Lorenzo Fragola (2.394.911)
- The Kolors (2.250.707)
- One Direction (1.735.426)
- Katy Perry (948.130)
- 5 Seconds of Summer (827.705)
- Benji & Fede (803.205)
- Emma (678.411)
- Michele Bravi (501.695)
- Marco Carta (387.827)
- Ariana Grande (344.243)
- Marco Mengoni (252.857)
- Beyoncé (192.716)
- Alessio Bernabei (180.341)
- Cameron Dallas (100.949)
- Justin Bieber (85.767)
- Rihanna (67.167)
- Fifth Harmony (62.885)
- Lady Gaga (57.937)
- Zayn (51.777)
- Alessandra Amoroso (36.808)
- Sia (32.599)
- Taylor Swift (23.644)
- Annalisa (20.194)
- Baby K (13.063)
- Shawn Mendes (12.671)
- Laura Pausini (11.612)
- Urban Strangers (10.934)
- Selena Gomez (8.429)
- Emis Killa (6.458)
- Coldplay (6.361)
- Adele (6.267)
- Negramaro (6.223)
- Rocco Hunt (5.891)
- Justin Timberlake (5.803)
- Drake (5.145)
- Salmo (4.789)
- Lukas Graham (4.226)
- Max Pezzali (4.136)
- Elisa (3.986)
- Ed Sheeran (3.984)
- J-Ax (3.770)
- Francesca Michielin (3.741)
- Enrique Iglesias (3577)
- Jack & Jack (3.456)
- DNCE (3.247)
- Álvaro Soler (3.211)
- The Strumbellas (3.195)
- Britney Spears (3.174)
- Tiziano Ferro (3.088)